# Lysandra griseofimbriata
Lysandra griseofimbriata är en fjärilsart som beskrevs av Bright och Leeds 1938. Lysandra griseofimbriata ingår i släktet Lysandra och familjen juvelvingar. Inga underarter finns listade i Catalogue of Life.